# Natuurpark Sierra de Andújar

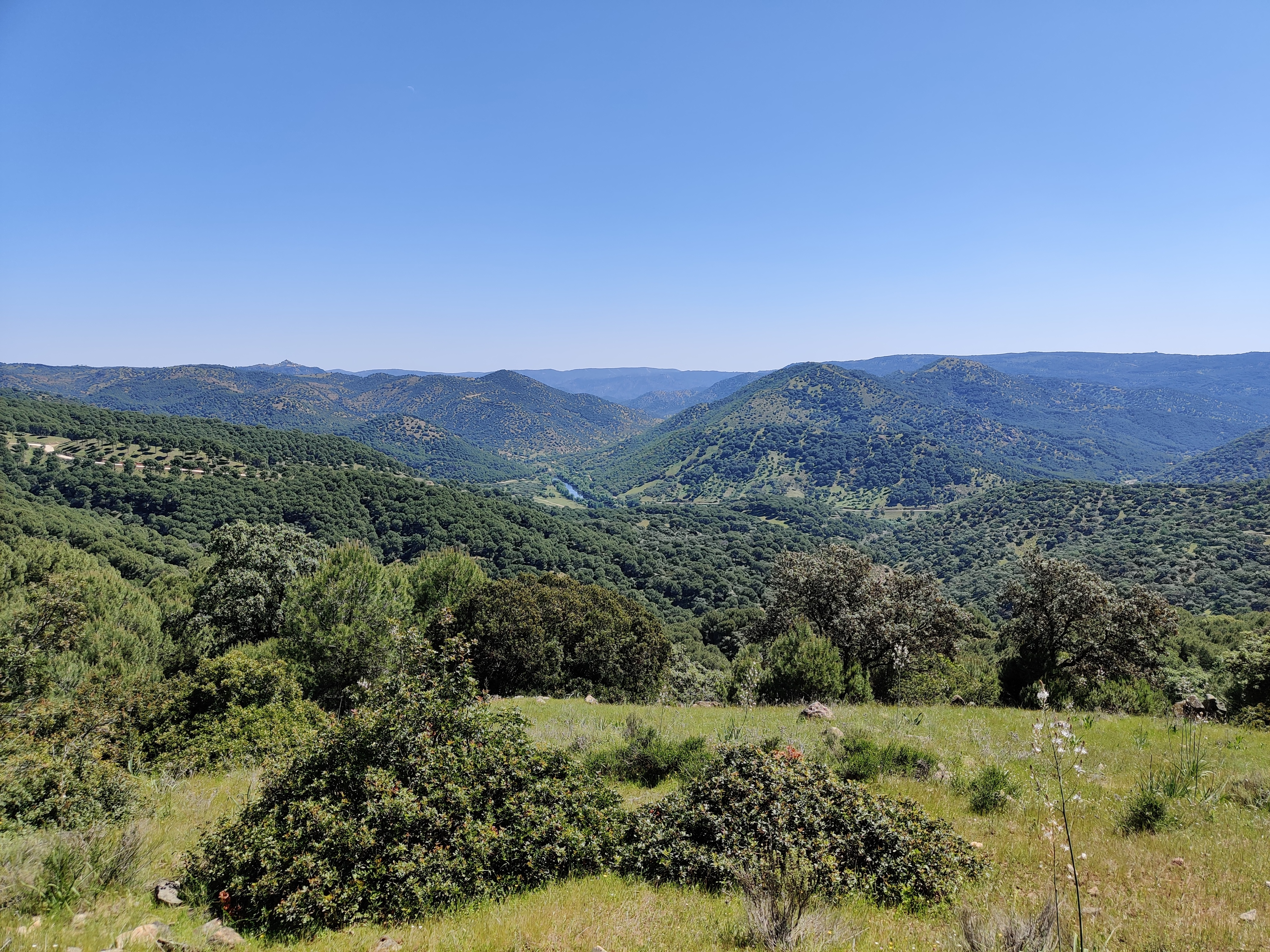

Het Natuurpark Sierra de Andújar (Spaans: Parque natural de la Sierra de Andújar) is een natuurpark in de Sierra Morena in Andalusië in Spanje. Het natuurpark werd opgericht in 1989 en is 73976 hectare groot. Het natuurpark omvat het beboste Andújargebergte. In het park komt Iberische lynx voor.